# Загрезье (Могилёвский район)
Загре́зье — деревня в Заводскослободском сельсовете Могилёвского района, в 25 км на юго-западе от Могилёва, 10 км от железнодорожной станции Дашковка на линии Могилёв— Жлобин. Рельеф равнинный. Около посёлка начинается река Греза (приток реки Друть). Транспортные связи по местной дороге через деревню Досовичи и дальше по шоссе Могилёв — Бобруйск.
Планировочно состоит из прямолинейной улицы меридиональной ориентации, застроенной двусторонне, неплотно, традиционными деревянными домами усадебного типа.

## История
Основана в начале 1920-х годов переселенцами с соседних деревень.
С 20 августа 1924 года в Досовичском сельсовете Могилёвского района Могилёвского округа (до 26.7.1930), с 20.2.1938 года Могилёвской области. В 1926 году 16 дворов, 64 жителя.
В 1930-е годы сельчане вступили в колхоз.
В Великую Отечественную войну с июля 1941 года до 28.6.1944 года оккупирована немецкими войсками.
С 1973 года в Заводскослободском сельсовете.
В 1990 году 10 хозяйств, 21 житель, в составе совхоза «Досовичи» (центр — деревня Досовичи).

## Настоящее
3 хозяйства, 4 жителя (2007)